# Michael Nouri
Michael Nouri (Washington D.C., 9 december 1945) is een Amerikaans acteur.

## Biografie
Nouri is van Ierse en Iraakse afkomst. Nouri heeft een korte tijd gestudeerd aan het Rollins College in Winter Park (Florida) om daarna verder te gaan studeren aan het Emerson College in Boston.
Nouri begon met acteren in het theater, hij maakte in 1968 zijn debuut op Broadway in het toneelstuk Forty Carats. Hierna speelde hij nog eenmaal op Broadway, in 1995 speelde hij in de musical Victor / Victoria.
Nouri begon in 1969 met acteren voor televisie in de film Goodbye, Columbus. Hierna heeft hij nog meer dan 120 rollen gespeeld in films en televisieseries zoals Search for Tomorrow (1975–1978), Flashdance (1983), Captain America (1990), Love & War (1992–1995), Finding Forrester (2000), The Terminal (2004), The Young and the Restless (2004–2005), The O.C. (2004–2007), The Proposal (2009), Damages (2007–2011) en All My Children (2010–2011).
Nouri was van 1977 tot en met 1978 getrouwd, en van 1986 tot en met 2001 was hij opnieuw getrouwd, en heeft hieruit twee dochters.

## Filmografie

### Films
Selectie:
- 2009 The Proposal – als Bergen
- 2006 Invincible – als Leonard Tose
- 2006 Last Holiday – als congreslid Stewart
- 2004 The Terminal – als Max
- 2000 Finding Forrester – als dr. Spence
- 1990 Captain America – als luitenant kolonel Louis
- 1983 Flashdance – als Nick Hurley

### Televisieseries
Selectie:
- 2022 The Watcher – als Roger Kaplan – 3 afl.
- 2022 Devils – als Jeremy Stonehouse – 5 afl.
- 2018 – 2021 Yellowstone – als Bob Schwartz – 9 afl.
- 2018 American Crime Story – als Norman Blachford – 2 afl.
- 2015 The Slap – als Thanassis – 5 afl.
- 2008 – 2013 NCIS – als Eli David – 7 afl.
- 2010 – 2011 All My Children – als Caleb Cortlandt – 121 afl.
- 2007 – 2011 Damages – als Phil Grey – 20 afl.
- 2009 – 2010 Army Wives – als generaal Ludwig – 4 afl.
- 2009 Crash – als Wesley Thigpen – 2 afl.
- 2007 Brothers & Sisters – als Milo Peterman – 3 afl.
- 2004 – 2007 The O.C. – als dr. Neil Roberts – 19 afl.
- 2004 – 2005 The Young and the Restless – als Elliott Hampton – 17 afl.
- 2001 Gideon’s Crossing – als cardioloog – 2 afl.
- 1992 – 1995 Love & War – als Kip Zakaris – 67 afl.
- 1986 – 1987 Downtown – als rechercheur John Forney – 14 afl.
- 1983 Bay City Blues – als Joe Rohner – 8 afl.
- 1981 The Gangster Chronicles – als Charles Luciano – ? afl.
- 1979 The Last Convertible – als Jean RGR des Barres – ? afl.
- 1979 The Curse of Dracula – als Count Dracula – ? afl.
- 1975 – 1978 Search for Tomorrow – als Steve Kaslo – ? afl.
- 1975 Beacon Hill – als Giorgio Bullock – ? afl.
- 1974 – 1975 Somerset – als Tom Conway – ? afl.

- Biblioteca Nacional de España: XX1149155
- Bibliothèque nationale de France: cb13991521k (data)
- Gemeinsame Normdatei: 134975030
- International Standard Name Identifier: 0000 0001 1439 4942
- Library of Congress Control Number: n83066292
- Nationale Bibliotheek van Tsjechië: xx0179782
- Nationale Bibliotheek van Israël: 987007436477805171
- Nederlandse Thesaurus van Auteursnamen: 073285560
- Virtual International Authority File: 22337333
- WorldCat: E39PBJcWqWdjDJWVB4fxkVPJDq